# Xanthorhoe sempionaria
Xanthorhoe sempionaria là một loài bướm đêm trong họ Geometridae.